# Phân biệt chủng tộc và phân biệt đối xử ở Ukraina
Ukraina là một quốc gia đa sắc tộc và đa văn hóa, trong đó phân biệt chủng tộc và sắc tộc chủ yếu được coi là vấn đề bên lề. Dẫu vậy đã có những vụ bạo lực được ghi nhận trong đó có nguyên do từ chủng tộc của nạn nhân. Những sự cố đó thường cũng được phương tiện truyền thông đưa tin rộng rãi, và thường bị tất cả các lực lượng chính trị chính thống lên án.

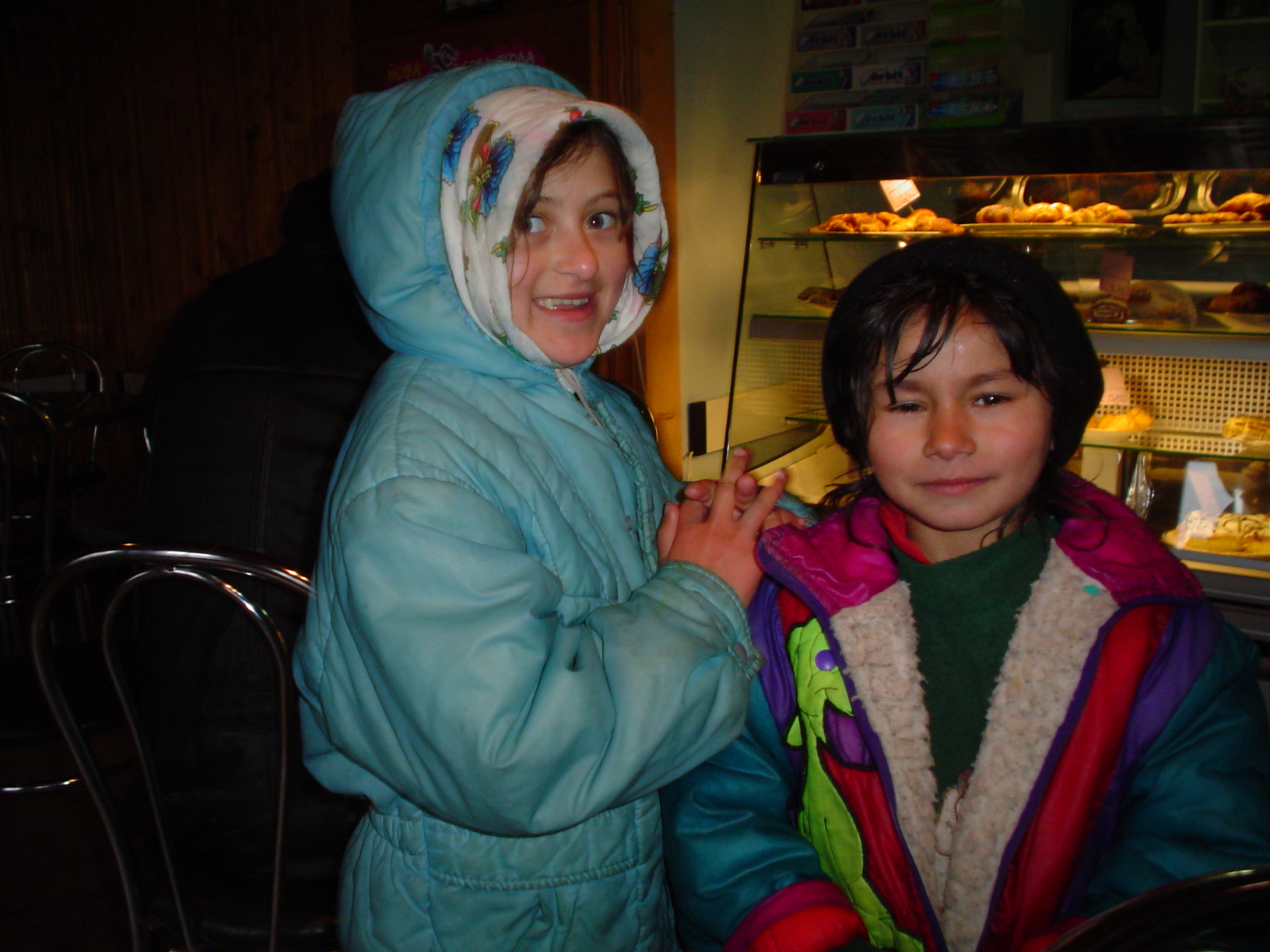
Trẻ em Digan ở Dubove (2004)

Tổ chức Theo dõi Nhân quyền báo cáo rằng "phân biệt chủng tộc và bài ngoại vẫn còn là vấn đề cố hữu ở Ukraina". Năm 2012, Ủy ban Châu Âu chống phân biệt chủng tộc và không khoan dung (ECRI, European Commission against Racism and Intolerance) đã báo cáo rằng "sự khoan dung đối với người Do Thái, người Nga và Digan dường như đã giảm đáng kể ở Ukraina kể từ năm 2000 và những định kiến cũng được phản ánh trong cuộc sống hàng ngày chống lại các nhóm khác, những người gặp phải vấn đề trong tiếp cận hàng hóa và dịch vụ ".
Trong năm 2009 có 40 vụ bạo lực chủng tộc đã được báo cáo, song không có vụ giết người vì lý do chủng tộc nào được ghi nhận. Song từ năm 2006 đến 2008, 184 vụ tấn công và 12 vụ giết người có động cơ chủng tộc đã diễn ra.
Theo Alexander Feldman, chủ tịch Hiệp hội các Hiệp hội Văn hóa và Quốc gia Ukraina, "Những người bị tấn công trên cơ sở chủng tộc không báo cáo các sự cố cho cảnh sát và cảnh sát thường không phân loại các cuộc tấn công như động cơ chủng tộc và thường viết chúng tắt như phạm tội trong nước hoặc côn đồ ".
Một cuộc thăm dò năm 2010 do Viện nghiên cứu chính trị và dân tộc Kuras thực hiện cho thấy khoảng 70% người Ukraina cho rằng thái độ của quốc gia đối với các nhóm thiểu số dân tộc khác là 'xung đột' và 'căng thẳng'.